# Rocca di Umbertide
La Rocca di Umbertide, in Umbria, è un'antica fortezza medioevale, risalente al 1300 e situata in pieno centro storico, da sempre simbolo della cittadina.

## Storia

### La costruzione e il periodo medioevale
La costruzione della Rocca iniziò, secondo alcuni autori, nel 1374, mentre secondo altre fonti, i lavori iniziarono nel 1385. Furono affidati da Perugia all'architetto Alberto Guidalotti, direttore dei lavori, e all'ingegnere Angeluccio di Ceccolo, detto il "Trocascio", progettista. Nel 1394 venne fatto prigioniero nella fortezza Braccio Fortebracci da Montone.

### Dallo Stato Pontificio al Novecento
La custodia della Rocca venne poi affidata, nel 1521 alle persone più ragguardevoli di Fratta (antico nome di Umbertide) per sette anni secondo la decisione di Papa Leone X. Questa decisione fu adottata successivamente anche da Papa Clemente VII, che prolungò tale onore per altri dieci anni. L'obiettivo di questa azione era utilizzare il denaro degli stipendi che avrebbero dovuto dare a soldati e castellano per il restauro delle mura. In quel periodo, infatti, la Camera Apostolica versava ogni anno a Fratta un contributo di sessanta scudi per la manutenzione della fortezza, ma in cambio si dovevano dare due libbre di cera alla cappella del magistrato perugino.
Questa sovvenzione fu, però, abolita nel 1798, a seguito dell'avvento del Governo repubblicano francese. Poco dopo, con il ritorno del Papa, la Rocca fu usata come carcere fino al 1923, quando fu adibita a civile abitazione, a seguito anche di alcune modifiche architettoniche, fino al 1974.

### Il restauro e il centro d'Arte Contemporanea
Nel 1984 l'amministrazione comunale decise di cominciare l'intervento di recupero della fortezza. La struttura subì nuove modifiche e soprattutto fu introdotta una nuova entrata al fine di migliorare la viabilità cittadina, collegando due piazze del centro storico. Furono anche scoperte antiche sale, collegamenti interni e le segrete.
Successivamente il Comune volle utilizzare la Rocca per iniziative culturali e artistiche. Dopo alcune mostre, infatti, cominciate nel 1986, la fortezza divenne, nel 1991, la sede del "Centro per l'Arte Contemporanea" e vennero organizzate periodicamente diverse esposizioni al suo interno, le quali continuano ancora oggi. Molte delle opere sono state donate da vari artisti, galleristi e collezionisti di cui un esempio è Giovanni Ciangottini, pittore e donatore di 19 opere del centro.

## Architettura
La torre quadrata, ovvero quella principale, è di 7,60 m di lato e di 31,60 m di altezza. Le mura, alla base, sono spesse 2,20 m. Inoltre sono uniti alla torre due torrioni circolari più bassi ed un terzo baluardo quadrato, affacciati su Piazza Fortebracci. Oggi la Rocca ha una porta nella piazza già citata, ma anticamente ne aveva un'altra in direzione della Reggia (piccolo ruscello affluente del Tevere), detta "del soccorso" e avevano ponti levatoi.